# 안쪽곧은근
안쪽곧은근(medial rectus muscle) 또는 내측직근(內側直筋), 내직근(內直筋)은 눈을 담고 있는 공간인 눈확에 존재하는 근육으로, 바깥눈근육 중 하나이다. 온힘줄고리에서 일어나 안구의 앞안쪽 면에 닿는다. 눈돌림신경의 아래갈래가 분포하며, 안구를 안쪽으로 모으는 역할을 한다.

## 구조
안쪽곧은근은 다른 여러 개의 바깥눈근육과 함께 온힘줄고리에서 일어난다. 닿는곳은 안구의 앞안쪽 면이다. 닿는곳의 너비는 약 11mm이다.

### 신경 분포
안쪽곧은근은 눈돌림신경(제3뇌신경)의 아래갈래에 의해 지배된다. 눈돌림신경은 안쪽곧은근을 따라가다 전체 길이의 2/5 정도 되는 지점에서 근육으로 들어간다. 그 후 눈돌림신경은 보통 2개의 작은 가지로 갈라지며, 간혹 3개로 갈라지기도 한다. 이 가지들은 더 작게 나누어지며, 안쪽곧은근의 닿는곳보다 뒤쪽으로 17mm가량 떨어진 지점에서 끝나게 된다.

### 위치 관계
안쪽곧은근의 닿는곳은 위곧은근의 닿는곳으로부터 7.5mm, 아래곧은근의 닿는곳으로부터 6mm가량 떨어져 있다. 다른 눈확의 곧은근들보다 길이가 짧지만 힘은 더 강하다. 다른 바깥눈근육과 달리, 드물게 수축할 때 위치가 크게 바뀌기도 한다.

## 기능
안쪽곧은근은 안구를 안쪽으로 모으는 역할을 한다. 안쪽곧은근은 안구의 앞면 주변에서 휘기 때문에 도르래처럼 작동한다.

## 임상적 중요성

### 사시
안쪽곧은근이 머리뼈 안의 눈확에서 너무 높이 위치하면 사시의 한 원인이 될 수 있다.
내사시는 가쪽곧은근의 근무력이나 마비를 일으키는 제6뇌신경 마비에 의해서도 발생할 수 있다. 간혹 보툴리눔 독소(보톡스)를 안쪽곧은근 안에 주사하기도 한다. 이렇게 하면 무언가를 눈으로 쫓을 때 안구를 벌리거나 모으는 능력은 감소하지만, 내사시가 교정되면서 보통 시력이 개선된다.

### 압박
안쪽곧은근은 머리뼈 안의 눈확에 바로 인접하여 위치한다. 이 때문에 안쪽곧은근은 눈의 움직임을 제한하는 머리뼈 골절 시에 눌리기 쉽다. 머리뼈 골절을 치료하면 압박 상태는 보통 해소된다.

### 수술적 손상
기능적 내시경 부비동수술과 같은 눈 수술이나 머리뼈 수술 중에 안쪽곧은근이 손상될 수 있다. 손상은 멍과 같이 사소할 수도 있으며, 부분적이거나 완전한 근육의 절단 등 심각한 손상이 생길 수도 있다. 신경 손상이 발생하기도 한다.

## 추가 이미지

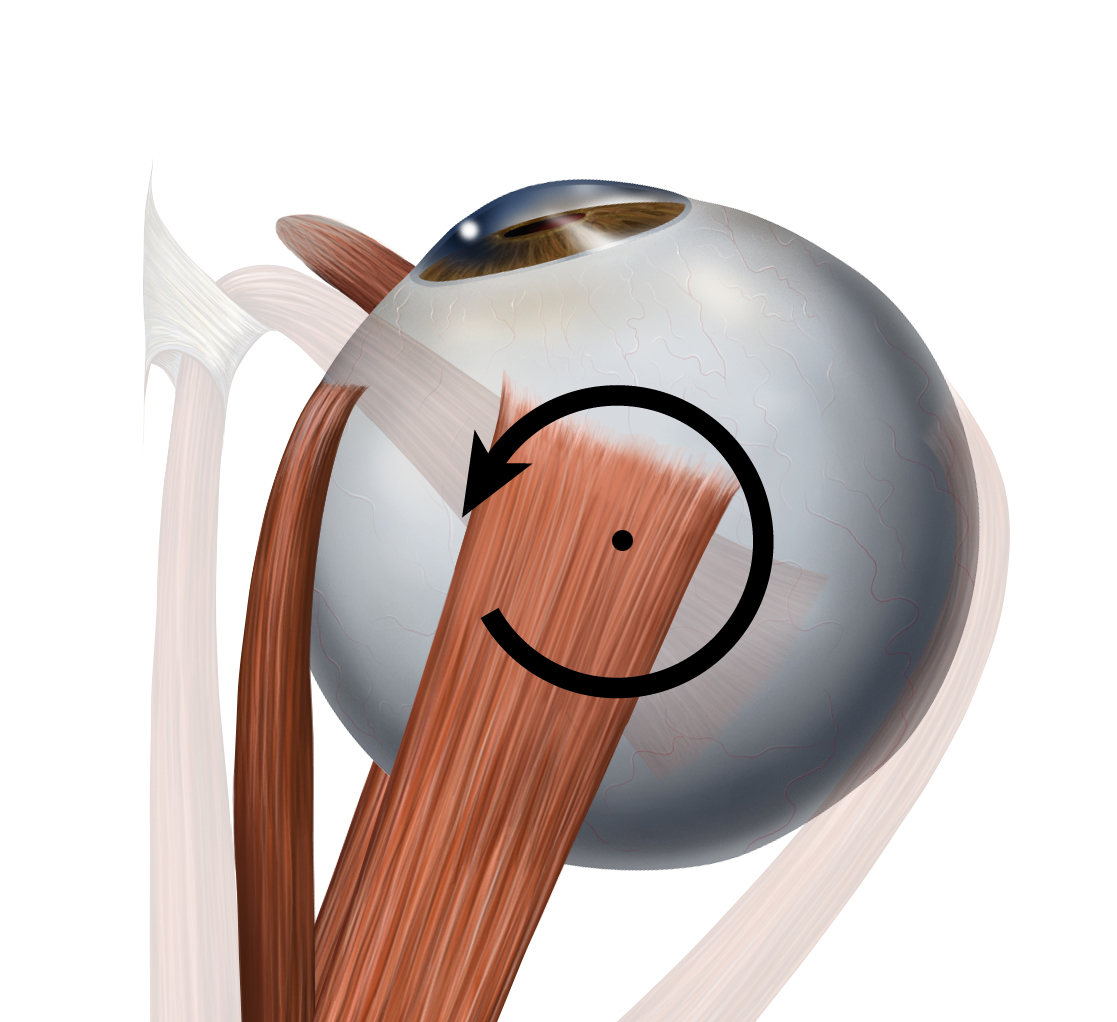
위에서 본 안쪽곧은근으로 인한 안구운동
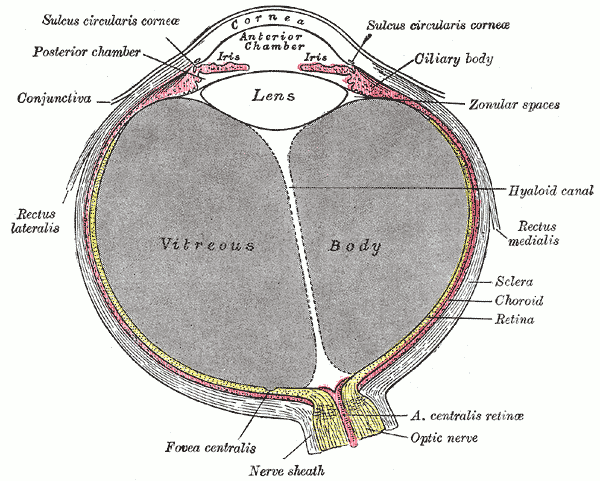
안구의 수평 단면
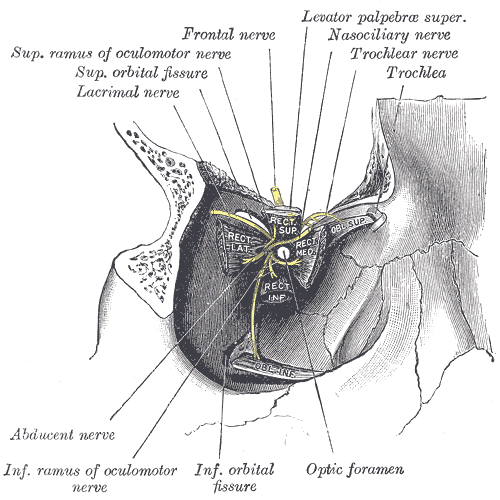
오른쪽 눈확의 근육과 위눈확틈새로 들어가는 신경의 해부
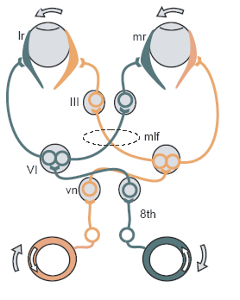
안뜰눈반사
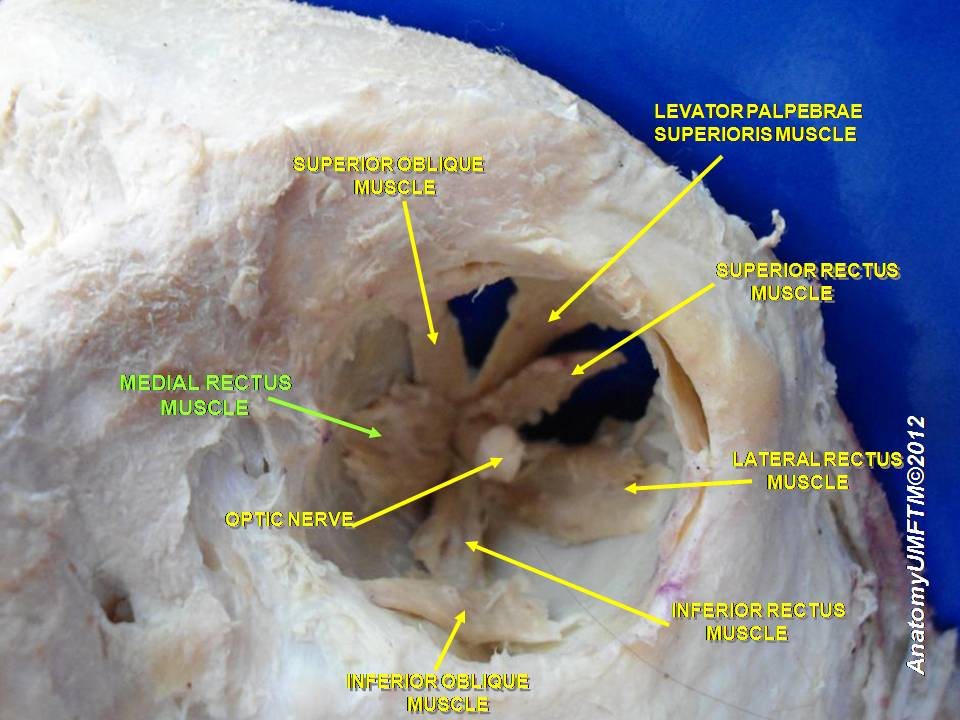
안쪽곧은근
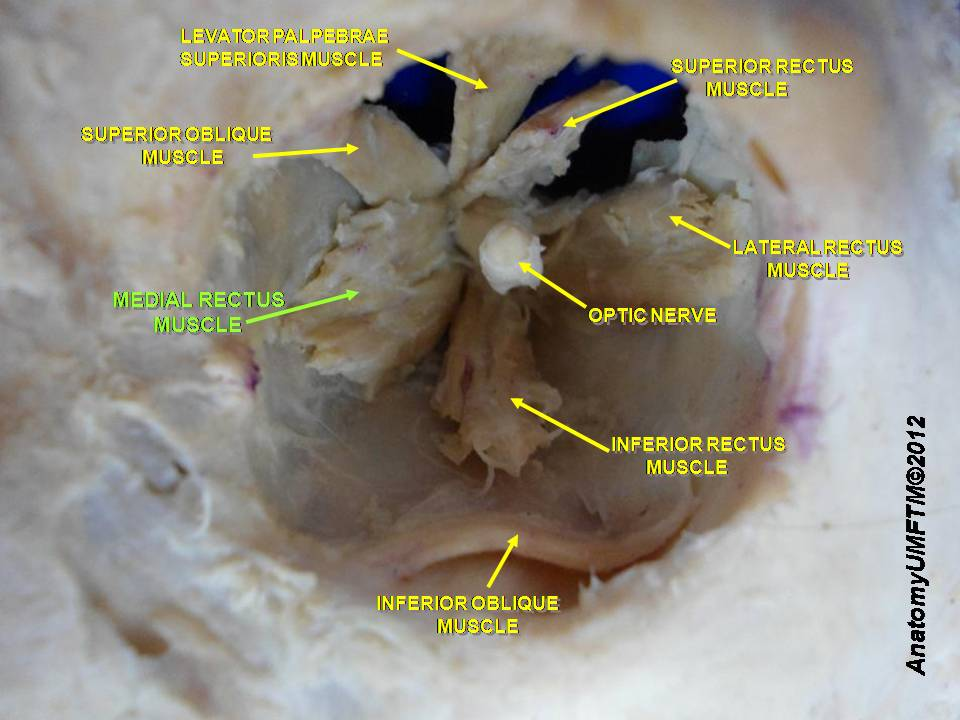
안쪽곧은근
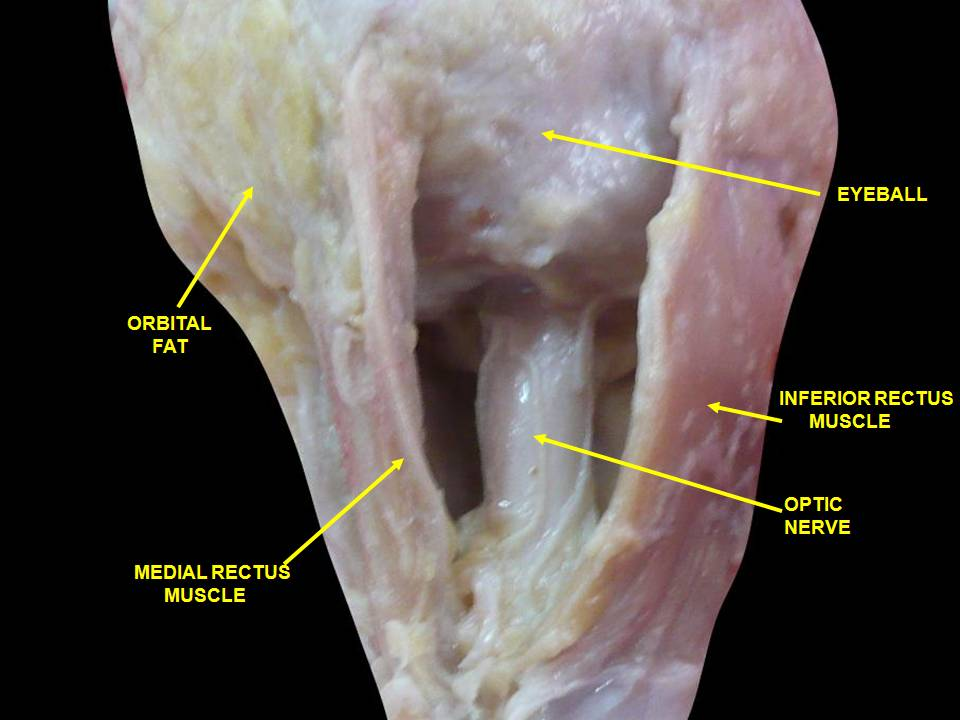
파일바깥눈근육과 눈확의 신경. 깊은 해부.
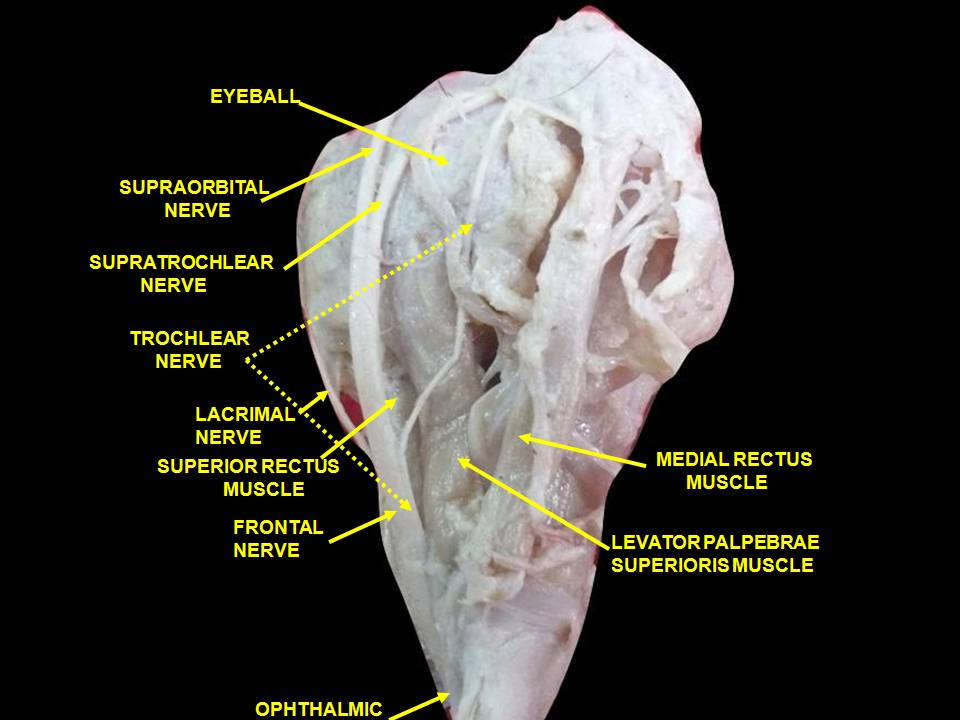
파일바깥눈근육과 눈확의 신경. 깊은 해부.
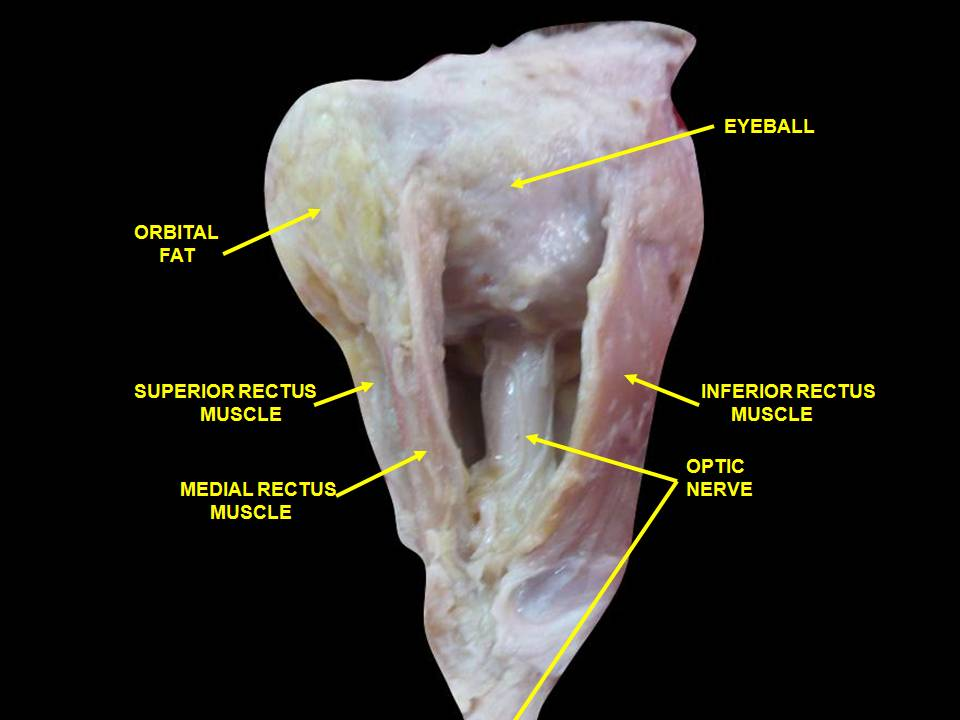
파일바깥눈근육과 눈확의 신경. 깊은 해부.
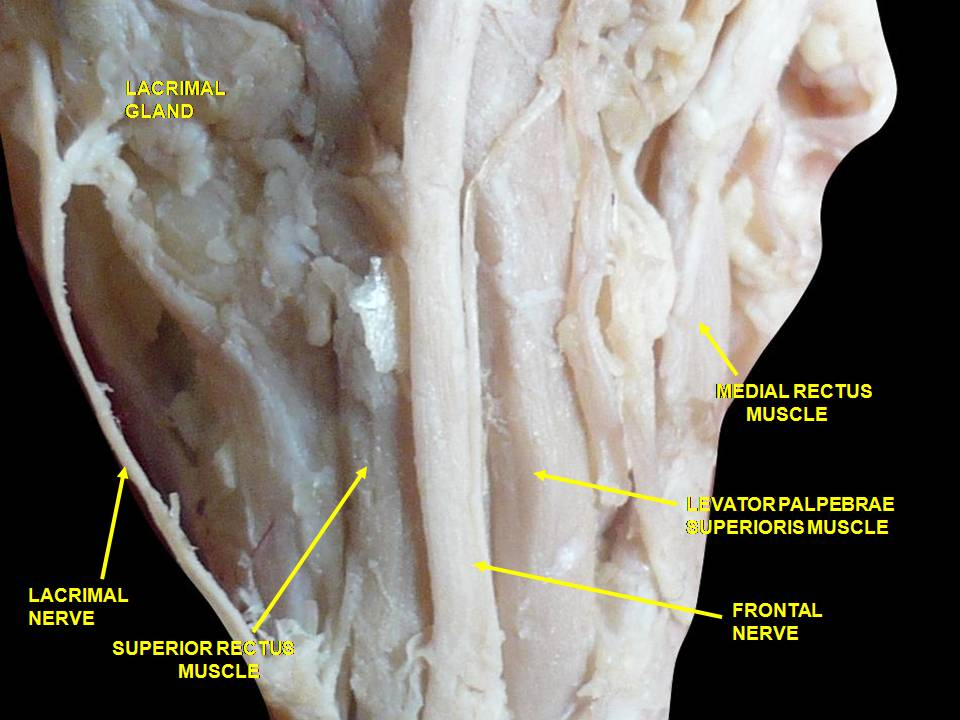
파일바깥눈근육과 눈확의 신경. 깊은 해부.
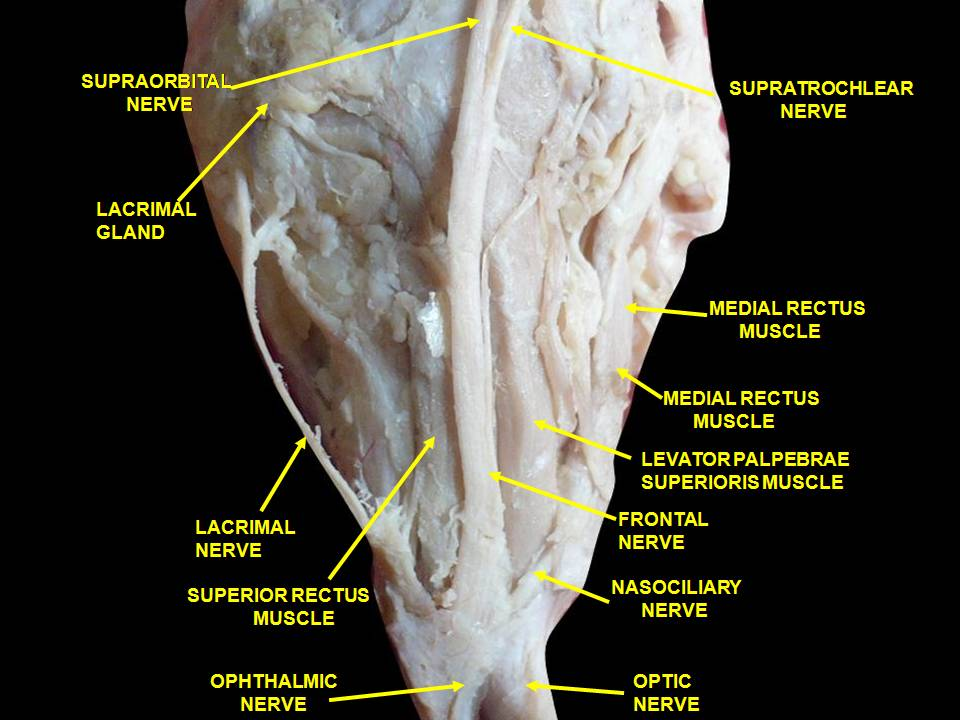
파일바깥눈근육과 눈확의 신경. 깊은 해부.
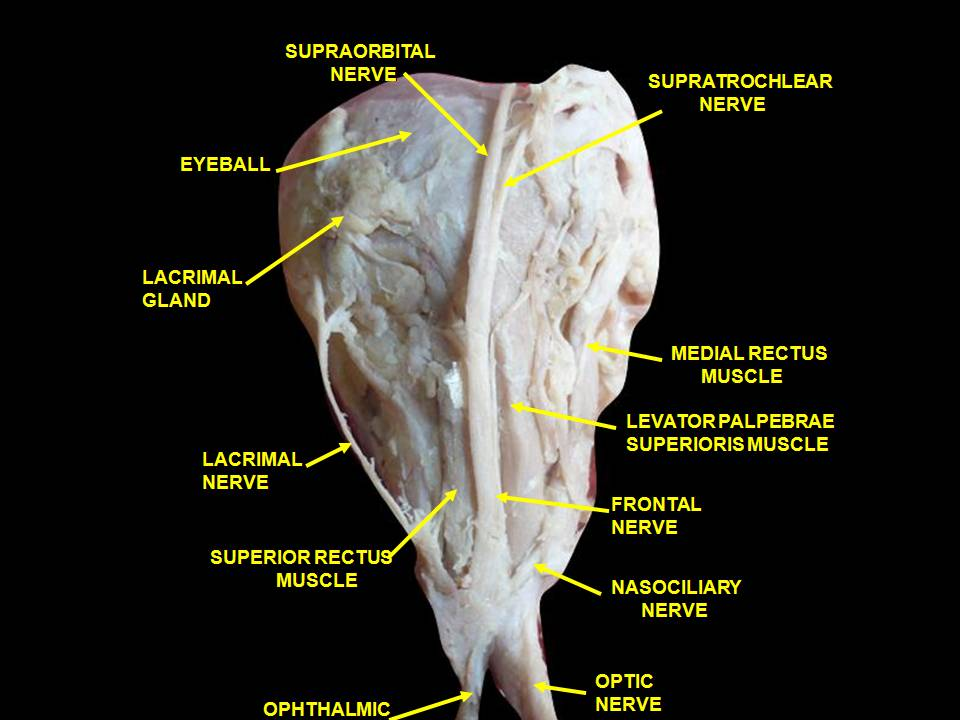
파일바깥눈근육과 눈확의 신경. 깊은 해부.

## 같이 보기
- 바깥눈근육